# Elasmopus serricatus
Elasmopus serricatus är en kräftdjursart som beskrevs av J. L. Barnard 1969. Elasmopus serricatus ingår i släktet Elasmopus och familjen Melitidae. Inga underarter finns listade i Catalogue of Life.